# Michael Francis
Michael Francis, född 1976, är en brittisk dirigent.

## Biografi
Michael Francis utbildade sig i kontrabas vid School of Music vid Cardiff University i Wales, där han tog examen 1997 samt vid Royal Academy of Music i London, där han tod en mastersexamen 2000. Han var kontrabasist i Londons symfoniorkester från 2003 och började dirigera från 2007. Han utsågs våren 2011 till chefsdirigent vid Norrköpings symfoniorkester från hösten 2012 och tre år framåt.
Han blev ledamot av Royal Academy of Music 2007.